# Heikki Kähkönen
Heikki Kähkönen (ur. 26 grudnia 1891, zm. 30 czerwca 1962) – fiński zapaśnik. Srebrny medalista olimpijski z Antwerpii 1920, w wadze piórkowej.

## Letnie Igrzyska Olimpijskie 1920
| Konkurencja           | Rundy eliminacyjne   | Rundy eliminacyjne     | Finały                | Finały                | Turniej o srebrny medal | Klas. końcowa |
| Konkurencja           | 1/8                  | 1/4                    | 1/2                   | Finał                 | Przeciwnik I            | Miejsce       |
| --------------------- | -------------------- | ---------------------- | --------------------- | --------------------- | ----------------------- | ------------- |
| 60 kg styl klasyczny. | Adrian Brian (USA) Z | Aage Torgensen (DEN) Z | Eduard Pütsep (EST) Z | Oskari Friman (FIN) P | Sander Boumans (BEL) Z  | 2.            |